# Calcarobiotus longinoi
Espèce
Calcarobiotus longinoi est une espèce de tardigrades de la famille des Macrobiotidae.

## Distribution
Cette espèce est endémique du Costa Rica.

## Publication originale
- Kaczmarek, Michalczyk & Guidetti, 2006 : Description of the new species Calcarobiotus (C.) longinoi sp. nov. (Eutardigrada, Macrobiotidae) from Costa Rica with the diagnostic key to the genus Calcarobiotus. Italian Journal of Zoology (Modena), vol. 73, no 3, p. 247-253.